# Agia (Thessalien)
Agia (griechisch Αγιά [aˈʝa] (f. sg.)) ist eine Gemeinde an der Ägäis-Küste der griechischen Region Thessalien. Größte Siedlung und Sitz der Gemeinde ist die Kleinstadt gleichen Namens mit rund 3000 Einwohnern. Das Gebiet Agias ist deckungsgleich mit dem der 1997 abgeschafften Provinz Agia.

## Namensherkunft
Die Stadt Agia schrieb sich bis 1927 offiziell Agyia, was von altgriechisch ἀγυιά ‚(Land-)Straße‘ hergeleitet wurde. Eines der Epitheta des griechischen Gottes Apollon als Beschützer der Straßen lautete Agyiates. Eine andere Theorie leitet den Namen von einem arabischen Lehnwort ajan im Osmanischen ab, das etwa ‚Hauptort‘ bedeutet und die Stellung Agias im Zentrum der umliegenden Dörfer bezeichnet hätte. Eine dritte These geht von einer Substantivierung der weiblichen Form des griechischen Adjektivs agios ‚heilig‘ aus. Außerdem wird aus Osmanischer Zeit der türkische Name Yenice (vgl. Giannitsa) referiert.

## Geografie

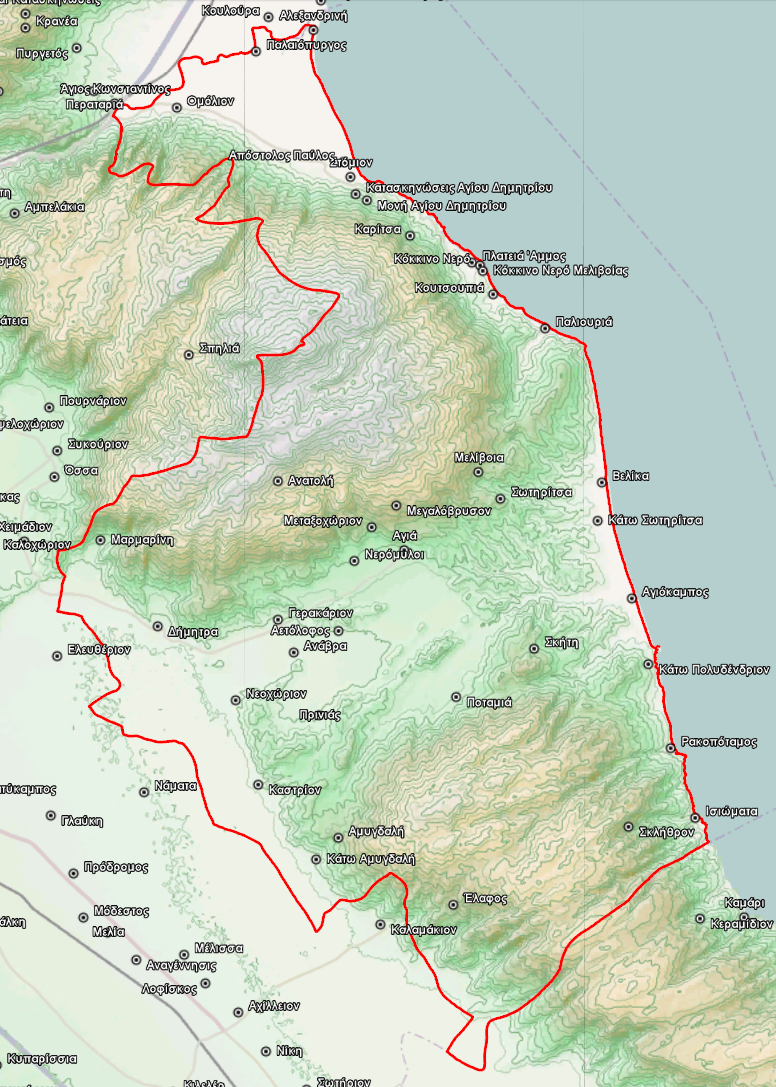
Topografische Karte Agias

Agia erstreckt sich 36 Kilometer entlang der thessalischen Ostküste zur Ägäis. Die Landschaft ist geprägt von den thessalischen Küstengebirgen: Zur Gemeinde gehört die südliche Hälfte des Ossa-Massivs im Norden mit seinem Hauptgipfel auf 1978 m Höhe; den Süden der Gemeinde bildet die nördliche Hälfte des Mavrovouni, der mittelgebirgigen, nördlichen Fortsetzung des Pilion-Gebirges, wo Agia an die Gemeinde Rigas Fereos grenzt. Die großenteils bewaldeten Gebirge fallen recht steil zum Meer hin ab und lassen wenig Raum für bäuerliche Besiedlung, die Dörfer an der Küste verfügen über schöne Strände und die entsprechende touristische Infrastruktur. Im Norden hat die Gemeinde Anteil am Delta des Pinios, das sie sich – wie den Ossa – mit der nördlichen Nachbargemeinde Tembi teilt. Ein wenige Kilometer schmaler Streifen im Westen bildet den östlichen Rand der Thessalischen Ebene, die sich am Westrand der Berge reihenden Dörfer liegen an der Grenze zum westlich angrenzenden Kileler. Die Ebene steigt als Dotio pedio (Δώτιο πεδίο) zwischen Ossa und Marvrovoni sanft nach Osten an, hier liegt am Südhang des Ossa in etwa 250 m Höhe die Stadt Agia. Auf der Ostseite des Sattels ist auch der Küstenabschnitt weniger steil, hier zieht sich ein 13 Kilometer langer Sandstrand die Ägäis entlang.

## Gemeindegeschichte
Nach dem Anschluss Thessaliens an Griechenland im Jahre 1881 wurden zahlreiche Gemeinden gegründet, die jeweils einige Dörfer umfassten. Die meisten Ortschaften des modernen Agia gehörten ab 1883 zu drei Gemeinden: Das Gebiet um Agia zu Dotion (nach der bei Pindar erwähnten Ebene Dotion pedion am Ossa, altgriechisch Δώτιον πεδίον), das Gebiet am Mavrovouni zu Kasthanea (nach dem antiken Kasthanaia Κασθαναία) mit Keramidi im Zentrum, schließlich um Stomio die kleine Gemeinde Evrymenes (nach dem antiken Eurymenai Εὐρυμεναί am Fuße des Ossa). Diese größeren Gemeinden wurden 1912 in lauter kleine Landgemeinden unterteilt. Bei der kommunalen Neuordnung 1997 wurden im Bereich der mittlerweile etablierten Provinz Agia vier Gemeinden neu gebildet: Die Gemeinde Agia als kleinere Nachfolgerin von Dotion, die wiederbelebte Gemeinde Evrymenes, zu der nördlich des Pinios Paleopyrgos sowie Omolio hinzukamen, die Gemeinde Lakeria (nach einer bei Pindar erwähnten Stadt über der Dotion-Ebene), die die westlichen Orte in der Thessalischen Ebene umfasste, schließlich die Gemeinde Melivia am südlichen Abschnitt der Küste (nach dem antiken Meliboia, das mittlerweile der Name des alten Athanato war). Diese vier Gemeinden wurden mit der Verwaltungsreform 2010 zur heutigen Gemeinde Agia fusioniert.
Wie in ganz Griechenland wurden auch im Gebiet der heutigen Gemeinde Agia viele Dörfer, vor allem die mit nicht-griechischen Namen, im Laufe des 20. Jahrhunderts umbenannt:
| Heutiger Name | griechisch   | Alter Name                   | griechisch                | bis       |
| ------------- | ------------ | ---------------------------- | ------------------------- | --------- |
| Aetolofos     | Αετόλοφος    | Desiani                      | Δέσιανη                   | 1927      |
| Agia          | Αγιά         | Agyia                        | Αγυιά                     | 1927      |
| Amygdali      | Αμυγδαλή     | Koukourava                   | Κουκουράβα                | 1957      |
| Anatoli       | Ανατολή      | Selitsani                    | Σελίτσανη                 | 1927      |
| Anavra        | Ανάβρα       | Dogani                       | Δογάνη                    | 1957      |
| Dimitra       | Δήμητρα      | Tsouxani Tsouzani            | Τσούξανη Τσουζάνη         | 1912 1957 |
| Elafos        | Έλαφος       | Voulgarini                   | Βουλγαρινή                | 1940      |
| Karitsa       | Καρίτσα      | Karytsa                      | Καρύτσα                   | 1940      |
| Marmarini     | Μαρμαρίνη    | Marmariani                   | Μαρμάριανη                | 1940      |
| Megalovtyso   | Μεγαλόβρυσο  | Nivoliani                    | Νιβόλιανη                 | 1927      |
| Metaxoxhori   | Μεταξοχώρι   | Retsani Melissi              | Ρέτσανη Μελίσσι           | 1927 1929 |
| Melivia       | Μελίβοια     | Athanaton                    | Αθάνατον                  | 1920      |
| Neochori      | Νεοχώρι      | Plasia                       | Πλασιά                    | 1958      |
| Neromyli      | Νερόμυλοι    | Tourkochori                  | Τουρκοχώρι                | 1927      |
| Omolio        | Ομόλιο       | Laspochori                   | Λασποχώρι                 | 1915      |
| Paleopyrgos   | Παλαιόπυργος | Nykterem Paliopyrgos         | Νυκτερέμ Παληόπυργος      | 1925 1940 |
| Prinias       | Πρινιάς      | Kermenli                     | Κερμενλή                  | 1927      |
| Sotiritsa     | Σωτηρίτσα    | Kapitsa Kapitsa oder Kapista | Κάπιτσα Κάπιτσα ή Κάπιστα | 1912 1927 |
| Stomio        | Στόμιο       | Tsagezi                      | Τσάγεζι                   | 1927      |

## Gemeindegliederung
Die bis 1997 bestehenden 22 Gemeinden haben seit 2011 des Status eines Stadtbezirks (Ez. gr. dimotiki kinotita) – nämlich Agia – bzw. von Ortsgemeinschaften (topiki kinotita) und wählen je nach Einwohnerzahl einen Rat oder einen einzelnen Vertreter als Lokalvertretung. Die Einwohnerzahlen stammen aus dem Ergebnis der Volkszählung 2011.

Lage des Gemeindebezirks Agia

- Gemeindebezirk Agia – Δημοτική Ενότητα Αγιάς – 5.855
  - Stadtbezirk Agia – Δημοτική Κοινότητα Αγιάς – Αγιά – 3.169
  - Ortsgemeinschaft Aetolofos – Τοπική Κοινότητα Αετολόφου – Αετόλοφος – 323
  - Ortsgemeinschaft Anavra – Τοπική Κοινότητα Ανάβρας – 678
    - Anavra – Ανάβρα – 599
    - Prinias – Πρινιάς – 79

  - Ortsgemeinschaft Gerakari – Τοπική Κοινότητα Γερακαρίου – Γερακάρι – 266
  - Ortsgemeinschaft Elafos – Τοπική Κοινότητα Ελάφου – Έλαφος – 219
  - Ortsgemeinschaft Megalovryso – Τοπική Κοινότητα Μεγαλοβρύσου – Μεγαλόβρυσο – 199
  - Ortsgemeinschaft Metaxochori – Τοπική Κοινότητα Μεταξοχωρίου – Μεταξοχώρι – 478
  - Ortsgemeinschaft Meromyli – Τοπική Κοινότητα Νερομύλων – Νερόμυλοι – 261
  - Ortsgemeinschaft Potamia – Τοπική Κοινότητα Ποταμιάς – Ποταμιά – 262

Lage des Gemeindebezirks Evrymenes

- Gemeindebezirk Evrymenes – Δημοτική Ενότητα Ευρυμενών – Ευρυμενές – 1.939
  - Ortsgemeinschaft Karitsa – Τοπική Κοινότητα Καρίτσης – 536
    - Agia Paraskevi – Αγία Παρασκευή – 2
    - Karitsa – Καρίτσα – 436
    - Kokkino Nero – Κόκκινο Νερό – 95
    - Platia Ammos – Πλατιά Άμμος – 3

  - Ortsgemeinschaft Omolio – Τοπική Κοινότητα Ομολίου – Ομόλιο – 606
  - Ortsgemeinschaft Paleopyrgos – Τοπική Κοινότητα Παλαιοπύργου – 244
    - Alexandrini – Αλεξανδρινή – 83
    - Paleopyrgos – Παλαιόπυργος – 161
    - Strintzios – Στρίντζιος – 0

  - Ortsgemeinschaft Stomio – Τοπική Κοινότητα Στομίου – 553
    - Apostolos Pavlos – Απόστολος Παύλος – 0
    - Kataskinosis Agiou Dimitriou – Κατασκηνώσεις Αγίου Δημητρίου – 0
    - Moni Agiou Dimitriou – Μονή Αγίου Δημητρίου – 0
    - Stomio – Στόμιο – 553

Lage des Gemeindebezirks Lakeria

- Gemeindebezirk Lakeria – Δημοτική Ενότητα Λακέρειας – Λακέρεια – 1.481
  - Ortsgemeinschaft Amygdali – Τοπική Κοινότητα Αμυγδαλής – 360
    - Amygdali – Αμυγδαλή – 8
    - Kato Amygdali – Κάτω Αμυγδαλή – 352

  - Ortsgemeinschaft Anatoli – Τοπική Κοινότητα Ανατολής – 265
    - Anatoli – Ανατολή – 265
    - Tsairi – Τσαΐρι – 0

  - Ortsgemeinschaft Dimitra – Τοπική Κοινότητα Δήμητρας – Δήμητρα – 315
  - Ortsgemeinschaft Kastri – Τοπική Κοινότητα Καστρίου – 248
    - Kastri – Καστρί – 207
    - Neochori – Νεοχώρι –

  - Ortsgemeinschaft Marmarini – Τοπική Κοινότητα Μαρμαρίνης – Μαρμαρίνη – 293

Lage des Gemeindebezirks Melivia

- Gemeindebezirk Melivia – Δημοτική Ενότητα Μελίβοιας – 2.195
  - Ortsgemeinschaft Melivia – Τοπική Κοινότητα Μελιβοίας – 1.173
    - Velika – Βελίκα – 291
    - Kokkino Nero Melivias – Κόκκινο Νερό Μελιβοίας – 15
    - Koutsoupia – Κουτσουπιά – 35
    - Melia – Μέλια – 0
    - Melivia – Μελίβοια – 805
    - Ostrovos – Οστροβός – 2
    - Paliouria – Παλιουριά – 25

  - Ortsgemeinschaft Skiti – Τοπική Κοινότητα Σκήτης – 523
    - Agiokambos – Αγιόκαμπος – 315
    - Kato Polydendri – Κάτω Πολυδένδρι – 36
    - Metochia – Μετόχια – 0
    - Skiti – Σκήτη – 172

  - Ortsgemeinschaft Sklithro – Τοπική Κοινότητα Σκλήθρου – 153
    - Isiomata – Ισιώματα – 1
    - Rakopotamos – Ρακοπόταμος – 12
    - Sklithro – Σκλήθρο – 140

  - Ortsgemeinschaft Sotiritsa – Τοπική Κοινότητα Σωτηρίτσης – 346
    - Kato Sotiritsa – Κάτω Σωτηρίτσα – 306
    - Sotiritsa – Σωτηρίτσα – 40